# Trixis thyrsoidea
Trixis thyrsoidea là một loài thực vật có hoa trong họ Cúc. Loài này được Dusén ex Malme miêu tả khoa học đầu tiên năm 1933.